# André Valadão
André Machado Valadão (Belo Horizonte, Minas Gerais, Brasil, 16 de abril de 1978) es un cantante, compositor de música cristiana contemporánea, también pastor y presentador brasileño.

## Biografía
André Valadão es hijo de Márcio Valadão y Renata Valadão, pastores de la Iglesia Bautista de la Lagoinha. Es hermano de Ana Paula y Mariana Valadão y casado con Cassiane Valadão, con quien tiene dos hijos, Lorenzo, Vitório y Angel. El cantante está formado en tres seminarios, el Christ For The Nations Institute, el Rhema Bible Training Center y el Domata Missions.
Su carrera comenzó en 1998, participando del grupo musical Diante do Trono liderado por su hermana, Ana Paula Valadão. Desde entonces, André se ha destacado en el medio cristiano a través de su música, llegando a vender más de 4 millones de discos en su carrera. En 2004, fue lanzado su primer álbum en solitario, Mais Que Abundante. Pero fue con el lanzamiento del disco Milagres, que André Valadão se destacó en la música cristiana. Ya se ha indicado 2 veces al Grammy Latino, con los álbumes Sobrenatural (2008) y Fé (2009). En 17 años de carrera solista, André lanzó 15 álbumes, entre ellos el primer paso en proyectos internacionales, el disco Unidos, grabado en sociedad con la banda inglesa Delirious?. También lanzó posteriormente el álbum Fortaleza en portugués y en español y el álbum Bossa Worship en inglés.

## Discografía
- Mais Que Abundante (2004)
- Milagres (2005)
- Alegria (2006)
- Clássicos (2007)
- Sobrenatural (2008)
- Unidos (con Delirious?) (2008)
- Clássicos de Natal (2008)
- Fé (2009)
- André Valadão Diante do Trono (2009)
- Minhas Canções na Voz de André Valadão (2010)
- Aliança (2011)
- Fortaleza (2013)
- Versões Acústicas (2014)
- Fortaleza - en español (2015)
- Crer Para Ver (2016)
- Bossa Worship (2017)
- Versões Acústicas 2 (2017)